# 劉易斯堡 (印地安納州)
劉易斯堡（英語：Lewisburg）是位於美國印地安納州卡斯縣的一個非建制地區。該地的面積和人口皆未知。

## 地理
劉易斯堡的座標為40°44′48″N 86°13′03″W / 40.74667°N 86.21750°W，而該地的平均海拔高度為204米（即669英尺）。